# ツィリビヒナ川

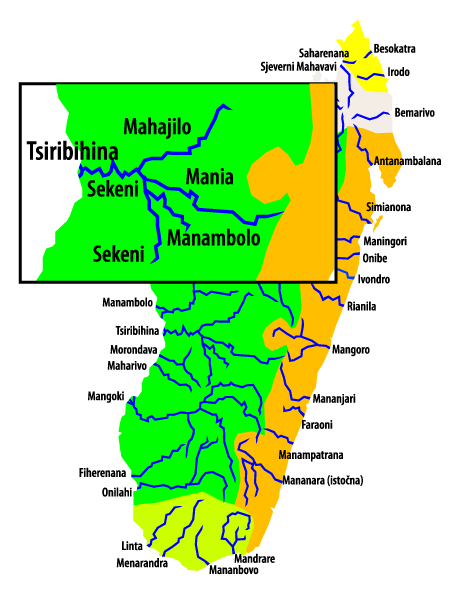
ツィリビヒナ川水系の流域を示す地図

ツィリビヒナ川あるいはツィリビーナ川（Tsiribihina）は、マダガスカル島の中央西部を流れる河川のひとつである。ブングラヴァ山地などを水源とするいくつかの支流は、これらが合流するあたりから「ツィリビヒナ川」へと呼び名が変わり、合流地点から西へ100キロメートルほど流れ、モザンビーク海峡にそそぐ（#ツィリビヒナ川水系）。ツィリビヒナ川の河口付近には河川デルタが形成されており、ラムサール条約登録地である（#ツィリビヒナ川デルタ）。ツィリビヒナ川は地域の農業や漁労に重要なだけでなく、観光資源としても注目されている（#観光資源）。

## ツィリビヒナ川水系

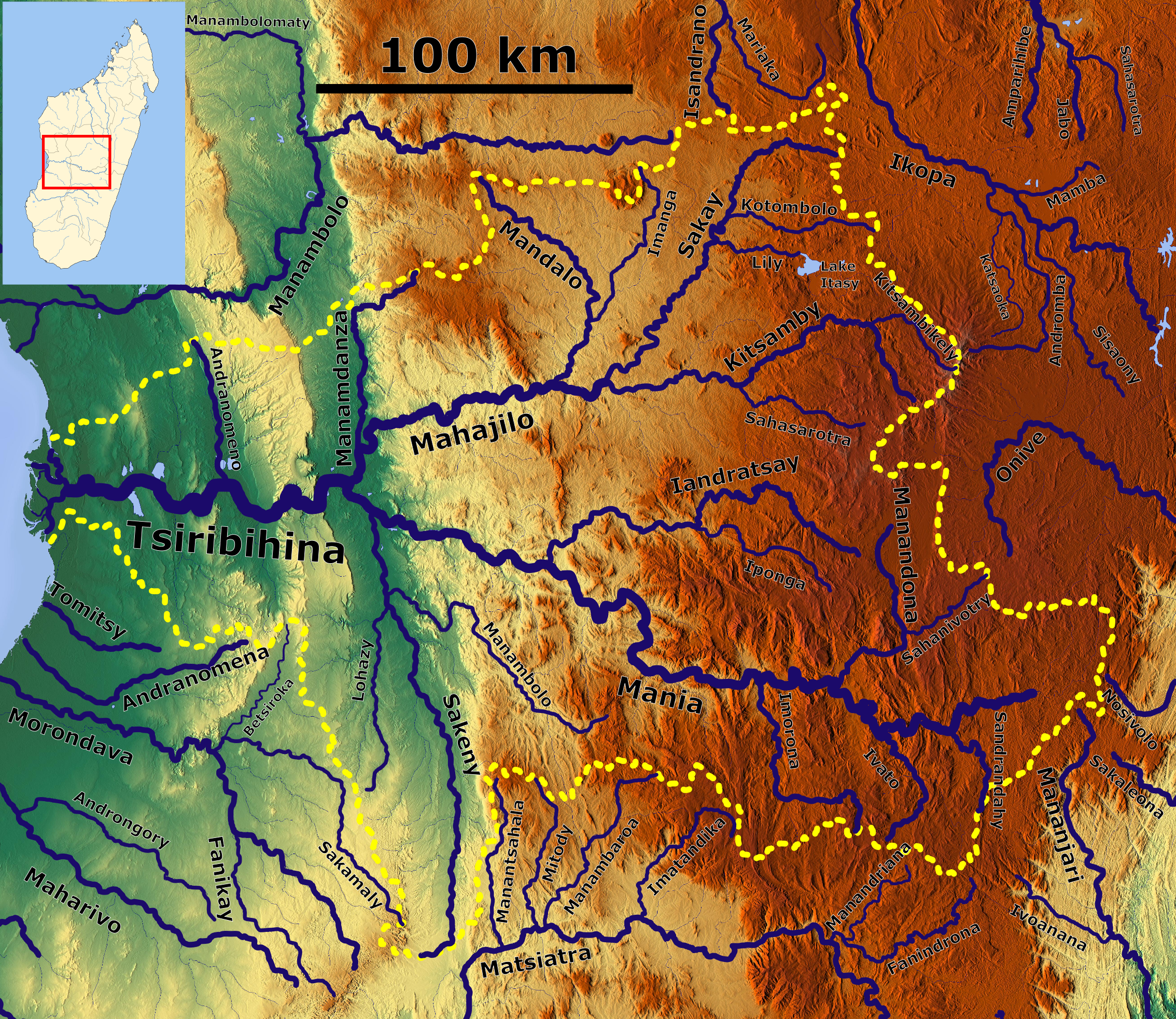
ツィリビヒナ川水系の流域を示す地形図（その1）

ツィリビヒナ川に河川水を供給する支流は多数あり、特に多くを供給するのは、マニア川、 サケニ川、マハジル川である。マニア川はアンブシチャ地方の結晶質岩地塊（massif cristallin, 特殊な岩石や鉱石を産する）を源流とする。マハジル川は、ブングラヴァ山地に源流を持ち、ベマラハ高地を経由して南西方向へと流れる。

ツィリビヒナ川水系の流域を示す地形図（その2）

上記上流の支流がメナベ地域圏のミアンヂヴァズの近辺で合流し、ツィリビヒナ川になる。ツィリビヒナ川は合流地点（南緯19度30分東経45度15分付近）から100キロメートルほど西方の海へ向かって蛇行しながら流れ、河口（南緯19度30分東経44度15分付近）に至る。主要な支流がすべて合流するあたりまでをツィリビヒナ川水系の上流域、そこから海までを下流域に分ける考え方もある。
ツィリビヒナ川水系の下流域（メナベ地域圏北部）の気候は、明瞭な雨季と乾季のある半乾燥の熱帯気候であり、平均年間降水量が 800ミリメートルと、雨量は少ない。比較的涼しい乾季に対して雨季は非常に暑く、連日平均気温が摂氏30度を超える高温多湿な気候である。
メナベ地域圏北部では、乾季の4-9月に水流が涸れる川も多い中、ツィリビヒナ川だけが年間を通して涸れることなく水が流れる。年間を通して水を湛えるツィリビヒナ川は，この地方の地域経済にとって、農業や漁労の面で重要である。この地域はインゲンマメの産地として世界的に知られるが、その栽培にツィリビヒナ川の河川水が使われている。また、この地域には魚類の豊富な湖が点在するが、乾季にはこれらの湖にツィリビヒナ川から水が流入し、魚類の生存を支えている。
ツィリビヒナ川水系の下流域の氾濫原は1000ヘクタールを超える広さである。氾濫原は、雨季に冠水し、乾季の終わりには完全に消滅する。こんにちでは、この氾濫原の環境が人間の米作と漁労により相当に変化している。2004年の調査では、水辺を生息域とする渡り鳥の数が非常に少ないことが分かった。

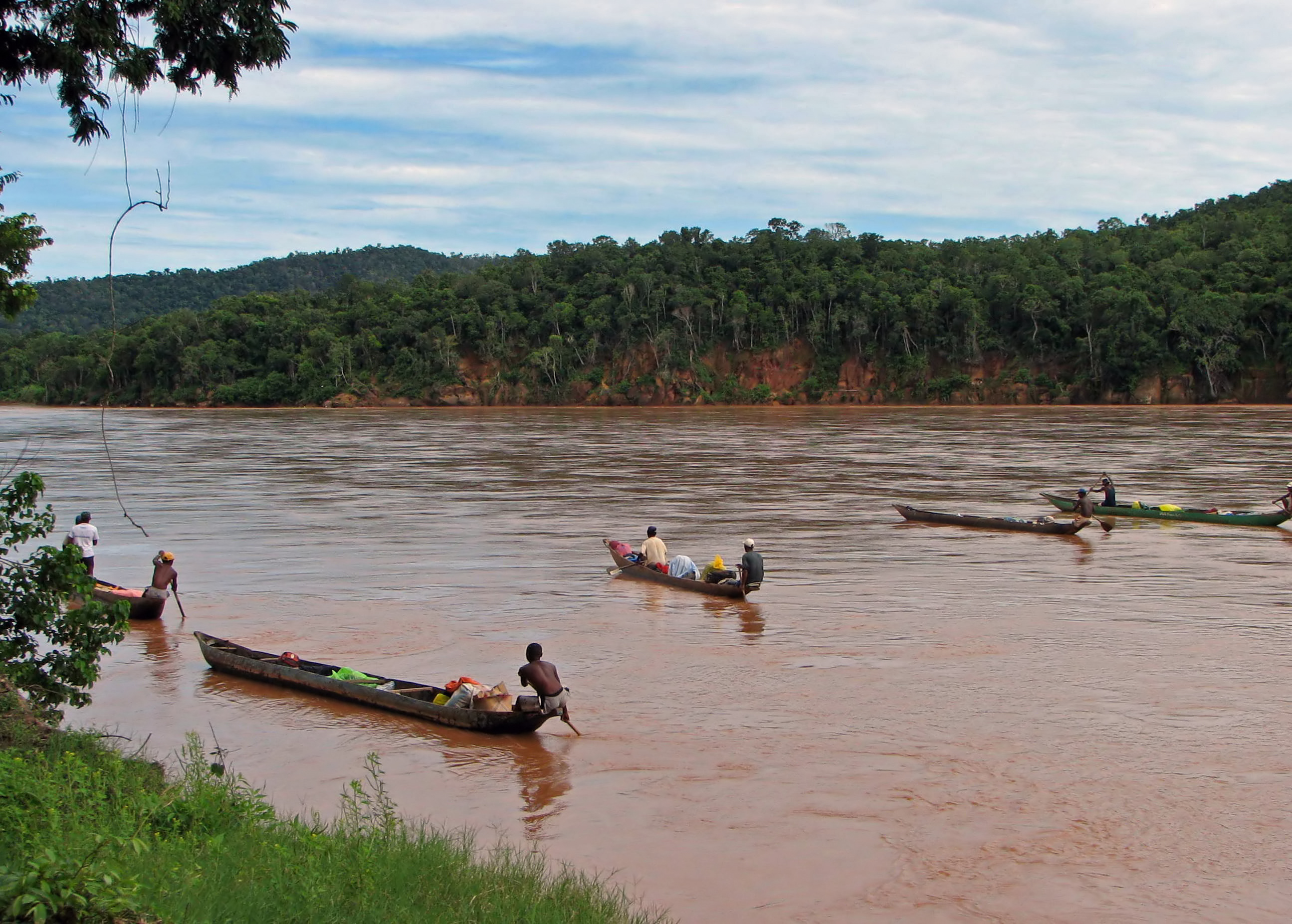
ツィリビヒナ川の赤い河川水と、川に浮かぶ丸木舟

なお、ツィリビヒナ川の河川水は赤い。これはツィリビヒナ川が運ぶ土砂の色が赤いためである。ラテライト土壌により、ツィリビヒナ川など、川の水が赤いことにより、この地方全体が「メナベ」と呼ばれる。Mena-be はマラガシ語の字義通りには「大きな赤」を意味する。マダガスカル島の河川の多くに共通することであるが、ツィリビヒナ川は水系の規模が比較的小さく、後背地の勾配が急であり、流水に含まれる流送土砂の量が多い。

## ツィリビヒナ川デルタ
ツィリビヒナ川は、モザンビーク海峡に面した河口から10キロメートルほど内陸のあたり（ベル＝シュル＝ツィリビヒナのあたり）で複数の支流に枝分かれし、河川デルタ（三角州）を形成している。ツィリビヒナ川河口のデルタは、複数の砂州やラグーン、汽水湖を含み、湿地と乾地が交じり合う。20,000ヘクタールの広さのマングローブ林が広がり、ベンガルアジサシ、コフラミンゴ、オオフラミンゴ、カニチドリ、サルハマシギ、ミユビシギを含む水鳥44種40,000個体をはじめ、マダガスカルウミワシ、シロスジコガモ、マダガスカルクロトキ、マダガスカルサギ、マダガスカルチドリ、チャバラツバメチドリ、ベローシファカ、マダガスカルオオコウモリ、タイマイなどの希少かつ絶滅が危惧される生物種の生息域になっている。ツィリビヒナ川河口のマングローブ林は、2017年5月にラムサール条約登録地として登録された。WWF Madagascar が同地周辺の集落の開発援助や、持続可能な資源の運用をサポートしている。
ツィリビヒナ川デルタは、比較的小さい水系規模、急勾配、単位流水あたりの流送土砂の量が多いという本河川の特徴により、世界の他の河口デルタ、特に、巨大な水系規模、低勾配といった特徴を持つ河川に形成されるものと比較すると、小規模である。デルタ内の砂州の長さは平均して 3-10キロメートル程度、デルタ面積中の入り江面積の比率は10-25%、入り江の長さは平均して0.5-1.0キロメートル程度である。また、デルタ内の砂州の消失・新形成といった変動も激しい点が特徴である。

## 観光資源
マダガスカル経済の研究機関によると、ツィリビヒナ川の川下りが観光資源として有望である（2013年時点）。たとえば既に、ミアンヂヴァズからベル＝シュル＝ツィリビヒナまで、170キロメートルの行程を3日間かけて下るといったプランが提供されている。涼しい乾季が川下りに適している。雨季は水量の増減が激しく、天候も予測が難しい。なお観光の際は、ワニが生息する場所もある点に注意が必要と言われている。